# Bulbophyllum atrosanguineum
Bulbophyllum atrosanguineum är en orkidéart som beskrevs av Leonid Vladimirovitj Averjanov. Bulbophyllum atrosanguineum ingår i släktet Bulbophyllum och familjen orkidéer. Inga underarter finns listade i Catalogue of Life.